# Parco nazionale De Meinweg
Il parco nazionale De Meinweg (in olandese: Nationaal Park De Meinweg) è un parco nazionale situato in Limburgo, nei Paesi Bassi.